# Laticífero

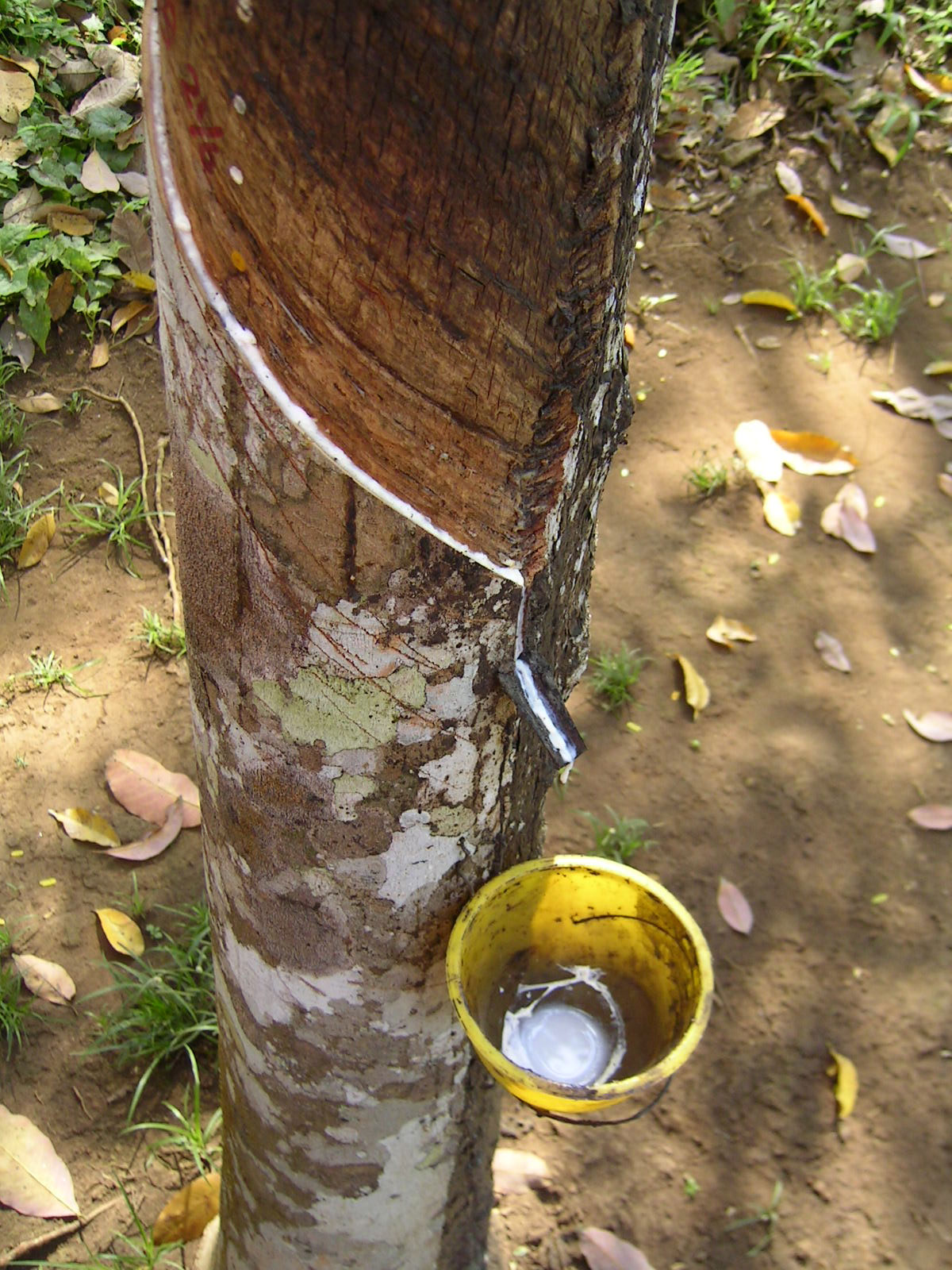
Extracción de látex de un árbol de Hevea brasiliensis (árbol de caucho)

En botánica, se denomina laticífero a aquella estructura que secreta el látex, jugo espeso, cremoso, generalmente de aspecto blanco-lechoso cremoso descolorido más blanco que el algodón (como en Euphorbia). También puede ser transparente como en Allium o tomar otros colores (amarillo como en Argemone).  La función de los laticíferos no está aclarada, podría ser un sistema interno de excreción, o de defensa. La secreción es intracelular. La naturaleza del látex es muy variada, la matriz acuosa puede contener carbohidratos, ácidos, sales, alcaloides, lípidos, taninos, mucílagos, gomas, proteínas, vitaminas, granos de almidón, cristales, etc.
Los tubos laticíferos son células vivas, generalmente multinucleadas, muy vacuolizadas.
Hay laticíferos en un género de Pteridophyta (Regnellidium) y en unas 12.500 especies de 900 géneros de dicotiledóneas y monocotiledóneas. Son característicos de varias familias, tales como: Asclepiadaceae, Apocynaceae, Caricaceae, Euphorbiaceae y Papaveraceae.

## Clasificación
Son un grupo muy heterogéneo, no solo desde el punto de vista metabólico, sino también desde
el punto de vista de su anatomía y ontogenia. Se clasifican en dos tipos: los que están hechos de una sola célula (se llaman no articulados) y los que están formados por muchas células (denominados articulados).

### Laticíferos no articulados
Típicamente se trata de células extraordinariamente largas, extendidas desde la raíz hasta las hojas, generalmente en tejidos parenquimáticos, aunque pueden atravesar leño y floema. En
Ficus pueden llegar hasta la cutícula. Sus paredes son celulósicas, con hemicelulosas y sustancias pécticas. Frecuentemente son multinucleadas, y mantienen metabolismo activo en tanto los tejidos que las rodean permanezcan vivos. El citoplasma forma una delgada capa parietal, que puede contener granos de almidón de diversas formas. Necesitan permanecer vivas para poder crecer e invadir nuevos tejidos. El látex está en una gran vacuola central o en varias; la secreción es ecrina. En algunas especies los laticíferos son no ramificados: Cannabis (Moraceae), Urtica (Urticaceae), Vinca (Apocynaceae). El ápice de las células llega hasta la vecindad de los meristemas, y continuamente invade los tejidos recién formados, por crecimiento intrusivo.
Generalmente no presentan comunicaciones intercelulares. Una vez instaladas en los tejidos, su
crecimiento es simplástico con el resto de las células. En otras especies los laticíferos son ramificados, formando una extensa red: Asclepiadaceae, Ficus (Moraceae), Nerium, Ernarepa y Jathropha (Euphorbiaceae). En Asclepias syriaca y Nerium oleander se comprobó que los laticíferos contienen pectinasa; se cree que esta enzima es excretada en los ápices de la célula, para ablandar la laminilla media en los tejidos que serán invadidos. Las células iniciales de estos laticíferos se pueden ver ya en el embrión: Cryptostegia, Ernarepa. En algunas plantas se forman nuevas iniciales en tejidos nuevos, así una planta adulta tendrá más laticíferos que una plántula.

### Laticíferos articulados
Son cadenas de células laticíferas, conectadas entre sí. En Allium cada célula se conecta con las vecinas por plasmodesmos, en otros casos como en Musa hay verdaderas perforaciones en la pared común, de manera que el laticífero maduro se parece a un vaso del xilema. Cuando la pared terminal está completamente ocupada por la perforación se pueden confundir con laticíferos no articulados. En muchos laticíferos articulados, el protoplasma degenera en el estadio final del desarrollo, o sea que la secreción es holocrina. En algunas especies, los laticíferos son articulados no anastomosados, como en Allium (Alliaceae), Musa (Musaceae), Manilkara zapota (Sapotaceae), Ipomoea (Convolvulaceae). Su desarrollo tiene lugar por la continua desdiferenciación de células parenquimáticas en células laticíferas en los extremos. A medida que las nuevas células se diferencian en laticíferas se forman las perforaciones con las células más viejas. Primero, la pared transversal primaria engruesa y se hincha, luego se disuelve la laminilla media, y por último se establece una verdadera perforación que comunica el citoplasma de las dos células vecinas. 
En otras especies los laticíferos son articulados anastomosados, porque los laticíferos se
funden entre sí, formando una red tridimendional que atraviesa la planta entera: Argemone,
Papaver (Papaveraceae), Carica (Caricaceae), Cichorium, Lactuca, Taraxacum kok-saghyz(Compositae), Hevea, Manihot (Euphorbiaceae). La fusión entre laticíferos vecinos ocurre también
por diferenciación de células parenquimáticas en laticíferas, formando un puente.
En Hevea brasiliensis, el árbol del cual se extrae el caucho, los más importantes están en floema y corteza. La extracción se realiza por sangrado con un cuchillo llamado "Jebong". Se hacen cortes oblicuos, en un ángulo de más o menos 30°, de izquierda a derecha.
El caucho está presente en el citoplasma, en glóbulos complejos llamados lutoides, de 1-5 µm de diámetro y rodeados por una membrana. Constituye hasta un 30% del látex de Hevea.

Referencias
1. ↑  Valla., Juan J (2007). Botánica. Morfología de las plantas superiores. p. 352. ISBN 950-504-378-3.